# آلفرد بزرگ (فیلم)
آلفرد بزرگ (انگلیسی: Alfred the Great) فیلمی در ژانر زندگی‌نامه‌ای به کارگردانی کلایو دانر است که در سال ۱۹۶۹ منتشر شد.

## بازیگران
- دیوید همینگز
- مایکل یورک
- ایان مک‌کلن
- کالین بلکلی
- پیتر وان
- جولیان گلاور
- کریستوفر تیموتی
- ویوین مرچنت
- رالف نوسک
- پیتر بلایت